# Oides apicalis
Oides apicalis es una especie de insecto coleóptero de la familia Chrysomelidae.
Fue descrita científicamente en 1883 por Jacoby.